# Stebliw
Stebliw (ukrainisch Стеблів; russisch Стеблёв/Stebljow, polnisch Steblów) ist eine Siedlung städtischen Typs in der Oblast Tscherkassy im Zentrum der Ukraine mit etwa 3200 Einwohnern.

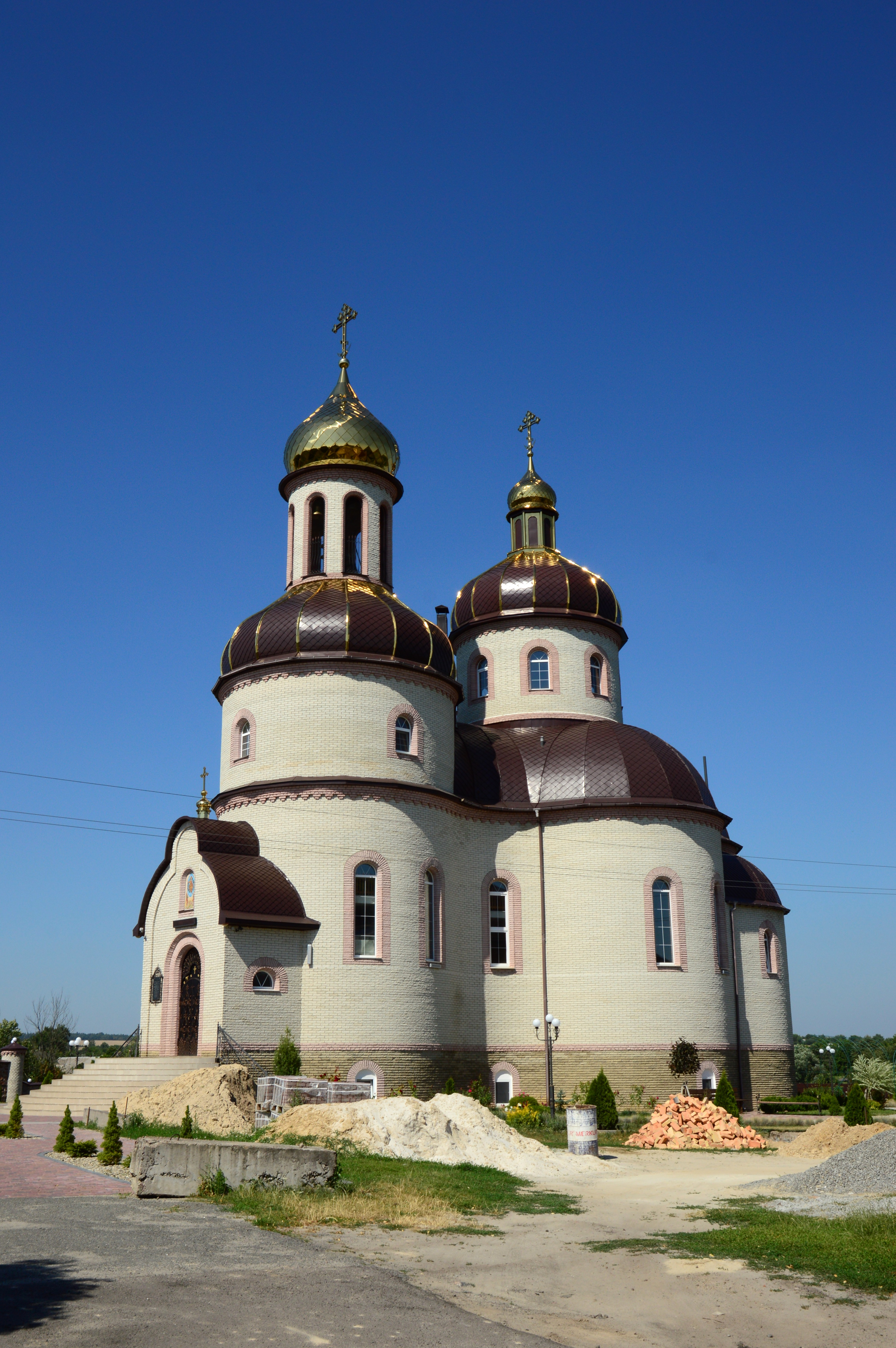
Kirche im Ort

Der Ort liegt am Ufer des Flusses Ros etwa 16 km von ehemaligen Rajonszentrum Korsun-Schewtschenkiwskyj entfernt.
1036 baute Jaroslaw der Weise hier eine Befestigung. Diese stand dort bis zur Mongolischen Invasion der Rus. Danach siedelten hier Kosaken. Diese nahmen am Chmelnyzkyj-Aufstand teil.

## Verwaltungsgliederung
Am 19. September 2016 wurde die Siedlung zum Zentrum der neugegründeten Siedlungsgemeinde Stebliw (ukrainisch Стеблівська селищна громада/Stebliwska selyschtschna hromada), zu dieser zählten auch die 11 Dörfer Chylky, Dazky, Huta-Stebliwska, Jabluniwka, Komariwka, Nowa Buda, Peremoschynzi, Prutylzi, Schenderiwka, Skryptschynzi und Sydoriwka, bis dahin bildete sie die gleichnamige Siedlungsratsgemeinde Stebliw (Стеблівська селищна рада/Stebliwska selyschtschna rada) im Westen des Rajons Korsun-Schewtschenkiwskyj.
Am 12. Juni 2020 kamen noch weitere 3 in der untenstehenden Tabelle aufgelistete Dörfer sowie die Ansiedlung Chleriwka zum Gemeindegebiet.
Am 17. Juli 2020 kam es im Zuge einer großen Rajonsreform zum Anschluss des Rajonsgebietes an den Rajon Swenyhorodka.
Folgende Orte sind neben dem Hauptort Stebliw Teil der Gemeinde:
| Name                     | Name             | Name                                 |
| ukrainisch transkribiert | ukrainisch       | russisch                             |
| ------------------------ | ---------------- | ------------------------------------ |
| Chleriwka                | Хлерівка         | Хлеровка (Chlerowka)                 |
| Chylky                   | Хильки           | Хильки (Chilki)                      |
| Dazky                    | Дацьки           | Дацки (Dazki)                        |
| Huta-Stebliwska          | Гута-Стеблівська | Гута-Стеблевская (Guta-Steblewskaja) |
| Jabluniwka               | Яблунівка        | Яблоновка (Jablonowka)               |
| Komariwka                | Комарівка        | Комаровка (Komarowka)                |
| Mykolajiwka              | Миколаївка       | Николаевка (Nikolajewka)             |
| Nowa Buda                | Нова Буда        | Новая Буда (Nowaja Buda)             |
| Peremoschynzi            | Переможинці      | Переможинцы (Peremoschinzy)          |
| Prutylzi                 | Прутильці        | Прутильцы (Prutilzy)                 |
| Saritschtschja           | Заріччя          | Заречье (Saretschje)                 |
| Schenderiwka             | Шендерівка       | Шендеровка (Schenderowka)            |
| Sklymenzi                | Склименці        | Склименцы (Sklimenzy)                |
| Skryptschynzi            | Скрипчинці       | Скрипчинцы (Skriptschinzy)           |
| Sydoriwka                | Сидорівка        | Сидоровка (Sidorowka)                |

## Persönlichkeiten
- Wassyl Awramenko (1895–1981), ukrainisch-US-amerikanischer Choreograf, Tänzer, Schauspieler und Filmproduzent